# Reprezentacja Francji w piłce nożnej mężczyzn
Reprezentacja Francji w piłce nożnej mężczyzn (fr. Équipe de France de football masculin) – zespół piłkarski, reprezentujący Francję w meczach i sportowych zawodach międzynarodowych, powoływany przez selekcjonera, w którym mogą występować wyłącznie zawodnicy posiadający obywatelstwo francuskie. Nazywana potocznie trójkolorowi – zwrot ten pochodzi od trójkolorowej francuskiej flagi. Za jego funkcjonowanie odpowiedzialny jest Francuski Związek Piłki Nożnej (fr. Fédération Française de Football). Francja od 1904 roku jest członkiem FIFA, a od 1954 – UEFA. Francuzi byli współzałożycielami obu tych organizacji.
Drużyna narodowa, wraz z reprezentacją Brazylii, Belgii i Rumunii, brała udział we wszystkich trzech przedwojennych turniejach o Puchar Świata. Pierwszy sukces w mundialu odniosła jednak dopiero w 1958 roku, kiedy z Justem Fontaine’em i Raymondem Kopą w składzie wywalczyła brązowy medal. Cztery lata wcześniej w Szwajcarii Francuzi zakończyli udział w mundialu na fazie grupowej, natomiast z turnieju w Brazylii w 1950 wycofali się. Na pierwszych w historii mistrzostwach Europy w 1960 roku z kolei reprezentacja Francji będąca ich gospodarzem zajęła czwarte miejsce
Na piłkarzy, dzięki którym reprezentacja mogła wyjść z trwającej od czasu szwedzkich mistrzostw świata zapaści (turnieje w 1962, 1970, 1974 – brak kwalifikacji, 1966 i 1978 faza grupowa, w mistrzostwach Europy – lata 1964-1980 brak awansu) Francuzi czekali do lat 80. Pokolenie Michela Platiniego, Jeana Tigany, Alain Giresse’a, czy Luisa Fernándeza, prowadzone najpierw przez Michela Hidalgo, a później przez jego dawnego asystenta Henriego Michela, zdobyło czwarte miejsce na mistrzostwach świata 1982, mistrzostwo Europy w 1984 roku, a na kolejnym mundialu (1986) powtórzyło wynik z 1958 roku.
Dwanaście lat później podopieczni Aimé Jacqueta wygrali w finale mistrzostw świata 1998 (będąc ich gospodarzem) 3:0 z Brazylią, a w 2000 roku – pod wodzą Rogera Lemerre'a – w turnieju o mistrzostwo Europy (złoty gol Davida Trezeguet na 2:1 w 103 minucie finałowego meczu z Włochami). Mistrzostwa w Korei i Japonii 2002 zakończyli na fazie grupowej natomiast w rozgrywkach Euro 2004 dotarli do ćwierćfinału.
Dodatkowo w 2001 i 2003 roku Francuzi triumfowali w rozgrywkach o Puchar Konfederacji. W finałach obu turniejów zwyciężali po 1:0 (odpowiednio Japonię i Kamerun). W 2006 roku, po kilku słabszych turniejach, Francuzi, dowodzeni przez Raymonda Domenecha, dotarli do finału mistrzostw świata. W decydującym meczu doświadczona drużyna Trójkolorowych okazała się słabsza od Włochów. Po mundialu z reprezentacją pożegnał się lider drużyny Zinédine Zidane. Dwa lata później na mistrzostwach Europy, oraz w 2010 roku na kolejnych mistrzostwach świata, Francuzi nie wyszli poza fazę grupową. Mistrzostwa Europy 2012 oraz mundial 2014 w Brazylii Trójkolorowi zakończyli na ćwierćfinale. Po Raymondzie Domenechu selekcjonerem Francuzów został Laurent Blanc, który pełnił tę funkcję do 2012 roku. Obecnie trenerem ekipy "Trójkolorowych" jest Didier Deschamps.
W 2009 roku Francja została przez UEFA powołana na organizatora Mistrzostw Europy w 2016 roku, które to Francuzi zakończyli ze srebrnym medalem i tytułem wicemistrzów Europy po porażce w meczu finałowym z Portugalią 0:1.
W 2018 roku Francja na rosyjskich boiskach sięgnęła po 20 latach po drugi tytuł mistrzowski w finale pokonując Chorwację 4:2, a Didier Deschamps został trzecim trenerem, który zdobył mistrzostwo świata jako trener i wcześniej jako zawodnik, przed nim dokonali tego Mario Zagallo i Franz Beckenbauer.

## Lata przed II wojną światową
Reprezentacja Francji pierwszy oficjalny mecz międzypaństwowy rozegrała 1 maja 1904 roku z Belgią w Brukseli. Cztery lata wcześniej drużyna olimpijska zdobyła srebrny medal na drugich nowożytnych Igrzyskach.
W 1930 roku Francuzi startowali w inauguracyjnym turnieju o Puchar Świata. Swój udział zakończyli na rozgrywkach grupowych, mimo zwycięstwa w pierwszym meczu z Meksykiem (4:1), w dwóch pozostałych spotkaniach ulegli po 0:1 Argentynie i Chile. Z kolejnym mundialem żegnali się już po jednym meczu (2:3 z Austrią).
W 1938 roku po raz pierwszy w historii przeszli pierwszą rundę. W drugiej przegrali z Włochami 1:3.
Selekcjonerem reprezentacji na dwóch ostatnich przedwojennych turniejach był Gaston Barreau. Swoją funkcję pełnił aż do 1954 roku. Jedynymi piłkarzami, którzy brali udział w każdym mundialu przed wojną są: defensywny pomocnik Edmond Delfour, obrońca Étienne Mattler oraz napastnik Émile Veinante, przy czym dwaj pierwsi zagrali we wszystkich meczach od pierwszej do ostatniej minuty. Veinante w 1930 i 1934 roku był tylko rezerwowym.
W latach międzywojennych objawiła się pierwsza gwiazda piłkarstwa francuskiego – napastnik Jean Nicolas. Podczas Mistrzostw Świata w 1934 i 1938 roku zdobył łącznie trzy gole, a w ciągu pięciu lat występów w kadrze (od 1933 do 1938 roku) w dwudziestu pięciu meczach trafił do bramki rywali dwadzieścia jeden razy.

## Lata 1958–1960

### 1958 – brązowy medal mistrzostw świata
Na mundialu 1958, w Szwecji, Francuzi, po zwycięstwie 6:3 nad RFN w meczu o trzecie miejsce, zdobyli brązowy medal mistrzostw świata.
Trójkolorowi, których szkoleniowcem był Albert Batteux, grali bardzo ofensywnie, w pierwszej jedenastce występowało aż pięciu napastników lub wysuniętych pomocników. Gwiazdą reprezentacji był 25-letni Just Fontaine ze Stade de Reims, który w całym turnieju strzelił trzynaście goli (w sześciu meczach), co jest do dziś niepobitym rekordem. Obok niego w linii ataku grali posiadający polskie korzenie Raymond Kopa (27, Real Madryt) oraz Maryan Wisniewski (21, RC Lens), a także partnerzy Fontaine’a z Reims: Jean Vincent i Roger Piantoni.
W Reims na co dzień występowała też inna, ważna postać tamtej drużyny – kapitan zespołu, od którego rozpoczynała się każda akcja, najbardziej doświadczony zawodnik Trójkolorowych – 33-letni Robert Jonquet. Na środku pomocy towarzyszył mu sześć lat młodszy Jean-Jacques Marcel.
Trójka obrońców: Raymond Kaelbel, Michel Lerond i Armand Penverne oraz bramkarz Claude Abbes (31, AS Saint-Étienne), który po dwóch pierwszych meczach zmienił François Remettera (30, Girondins Bordeaux), przepuścili aż piętnaście goli, co było pochodną ultraofensywnego ustawienia 1-3-2-5.

### 1960 – IV miejsce na mistrzostwach Europy
Dwa lata później, w 1960 roku odbyły się pierwsze w historii mistrzostwa Europy. Ich gospodarzem była Francja.
W skomplikowanej procedurze eliminacyjnej wzięła udział również reprezentacja Trójkolorowych. Drużyna prowadzona ciągle przez Alberta Batteux w pierwszej fazie kwalifikacji wygrała w dwumeczu (7:1 i 1:1) z Grecją, a w kolejnej okazała się lepsza od Austrii (5:2 i 4:2).
W turnieju finałowym, w którym grały tylko cztery drużyny, Francja przegrała oba mecze i zajęła czwarte miejsce. W reprezentacji cały czas występowali Wisnieski, Marcel, kapitan Jonquet, Vincent oraz rezerwowy na mundialu Yvon Douis. Zabrakło natomiast dwóch największych gwiazd, czyli Fontaine’a i Kopy, którzy w tym czasie postanowili skupić się na obowiązkach klubowych. Na Euro 1960 po raz pierwszy objawił się talent 21-letniego wówczas Roberta Herbina, później wyróżniającego się piłkarza Ligue 1 oraz szkoleniowca, który na przełomie lat 70. i 80. czterokrotnie doprowadził AS Saint-Étienne do tytułu mistrza kraju oraz w 1976 roku do finału Pucharu Europejskich Mistrzów Krajowych.
Po Euro 1960 reprezentacja Francji przez ponad dwadzieścia lat nie mogła się doczekać piłkarzy i trenerów, którzy byliby zdolni nawiązać do sukcesu Kopy i Fontaine’a z 1958 roku. Trójkolorowi, mimo że pieczę selekcjonerską przejmowali nad nimi współtwórca potęgi Ajaksu Amsterdam Stefan Kovacs, a nawet sam Fontaine (w 1967 roku), ani razu w tym czasie nie awansowali do mistrzostw Europy, a dwa starty w mundialach (w 1966 i 1978) zakończyły się odpadnięciem już po pierwszej rundzie.
Na mundialu w 1978 roku w kadrze reprezentacji, prowadzonej już przez Michela Hidalgo, byli przyszli mistrzowie Europy – Bossis, Battiston, Lacombe, Six, Rocheteau oraz Platini. Po tej imprezie piłkarską karierę zakończył Henri Michel, późniejszy asystent Hidalgo i jego następca. Ale szkielet drużyny, która w 1984 roku triumfowała w mistrzostwach Starego Kontynentu, zbudowany został cztery lata później na Mistrzostwach Świata 1982.

## Lata 1982-1986

### 1982 – IV miejsce na mistrzostwach świata
Francuzi awansowali do mistrzostw świata z drugiego miejsca w grupie. Dali się wyprzedzić Belgii, a w pokonanym boju zostawili m.in. Irlandię, która wprawdzie zdobyła tyle samo punktów, ale miała gorszy bilans bramkowy, i wicemistrzów świata Holendrów.
Dla selekcjonera Michela Hidalgo, któremu dwa lata wcześniej nie udało się wprowadzić reprezentacji do finałów mistrzostw Europy, od wyniku uzyskanego w Hiszpanii zależała dalsza praca z kadrą.
Prasa francuska podkreślała, że ostateczny rezultat, czyli czwarte miejsce, był znacznie lepszy niż gra drużyny. Trójkolorowi do ostatniego meczu nie mogli być pewni awansu z grupy, grali dalej tylko, dlatego że piłkarze Czechosłowacji strzelili mniej goli. W drugiej rundzie nie trafili na żaden zespół ze światowej czołówki, ale na Austrię i Irlandię Północną, którą pewnie ograli 4:1. Mecz półfinałowy z RFN przeszedł do historii futbolu z powodu brutalnego ataku niemieckiego bramkarza Haralda Schumachera na francuskiego obrońcę Patricka Battistona. Podopieczni Hidalgo długo prowadzili 3:1, ale w końcówce dali sobie strzelić dwa gole i o tym kto zagra w finale musiały zadecydować rzuty karne, w których Schumacher wybronił strzały Six i Bossisa. Francuzom pozostała gra o brązowy medal. W spotkaniu z Polską selekcjoner dał szansę rezerwowym i w efekcie Trójkolorowi przegrali 2:3.
Już w czasie eliminacji do mundialu Hidalgo musiał się zmagać z brakiem klasowego bramkarza. Dotychczasowy golkiper numer jeden Dominique Dropsy obwiniany był za porażkę w spotkaniu z Holandią, ponadto zaliczył kilka wpadek w Strasbourgu i w efekcie na kilka miesięcy przed turniejem stracił miejsce w kadrze. Na mistrzostwa selekcjoner powołał 27-letniego Jean-Luca Ettoriego z zespołu mistrza Francji AS Monaco oraz 35-letniego Dominique’a Baratelliego z PSG i dziesięć lat młodszego Jeana Castanedę z AS Saint-Étienne. W pierwszej jedenastce grał Ettori, który przed inauguracyjnym meczem z Anglią miał na swoim koncie tylko dwa mecze w reprezentacji. W spotkaniu z podopiecznymi Rona Greenwooda przepuścił bramkę już w 27 sekundzie, a kilkanaście dni później francuscy dziennikarze uznali go za winnego odpadnięcia Trójkolorowych w półfinale z RFN.
Liderem linii obrony był 32-letni kapitan drużyny Marius Trésor z Girondins Bordeaux, który od wielu lat tworzył w reprezentacji duet z innym sprawdzonym w najważniejszych bojach zawodnikiem Maximem Bossisem (27, FC Nantes). Po przegranym 1:3 meczu z Anglią miejsce na prawej stronie stracił Patrick Battiston (25, AS Saint-Étienne). Hidalgo zaryzykował i już do końca turnieju stawiał na 20-latka z AS Monaco Manuela Amorosa. Battiston pojawił się jeszcze na boisku w spotkaniu z Austrią i RFN, ale w tym ostatnim grał tylko przez dziesięć minut. Został sfaulowany przez Schumachera i następne tygodnie spędził na rehabilitacji. Na lewej flance występował Gérard Janvion (29, AS Saint-Étienne), którego francuskie media charakteryzowały słowami elegancki, dostojny, rzadko łamiący zasady gry fair play.
Skład personalny drugiej linii ewoluował z meczu na mecz. Na inaugurację turnieju przeciw Anglikom zagrali: Platini, Larios, Girard, Giresse. W kolejnych meczach coraz silniejszą pozycję zdobywał Jean Tigana, który wkrótce stał się podstawowym zawodnikiem reprezentacji. Selekcjonera szybko przekonał do siebie także młody Bernard Genghini (24, FC Sochaux), strzelec decydującej bramki w spotkaniu z Austrią. Dwa lata później na mistrzostwach Europy Genghini musiał ustąpić miejsca Luisowi Fernándezowi. Dobre występy na mundialu otworzyły Platiniemu drogę do kariery w Juventusie.
Napastnicy strzelili tylko cztery z szesnastu zdobytych przez Francję goli. Słaba skuteczność powodowała częstą rotację wśród zawodników na tej pozycji. Najczęściej grał Gérard Soler (29, Girondins Bordeaux), ale on akurat nie trafił do bramki rywali ani razu. Po dwa gole zdobyli Dominique Rocheteau (27, PSG) i Didier Six (28), jedyny występujący na co dzień w klubie zagranicznym (VfB Stuttgart). W pierwszych meczach w podstawowej jedenastce pojawił się także Bernard Lacombe (30), partner Solera z Bordeaux.
Wkrótce po ostatnim meczu mistrzostw z reprezentacją pożegnali się kapitan Trésor, Janvion oraz rezerwowy na mundialu Christian Lopez, nowym kapitanem po odejściu Trésora został Michel Platini.

### 1984 – zwycięstwo w mistrzostwach Europy
Francuzi byli gospodarzami mistrzostw Europy i nie musieli rozgrywać meczów eliminacyjnych. Michel Hidalgo mógł więc w spokoju, nie unikając wielu eksperymentów kadrowych, przygotowywać reprezentację do turnieju.
Po dwóch pierwszych meczach fazy grupowej, w których zresztą nie stracili bramki, Trójkolorowi mogli być pewni awansu do następnej rundy. W półfinale spotkali się z ofensywnie grającą Portugalią. Po dziewięćdziesięciu minutach utrzymywał się remis 1:1. W dogrywce pierwsi gola zdobyli podopieczni Fernando Cabrity, ale Francuzi szybko odpowiedzieli strzałami Domergue i Platiniego, i ostatecznie wygrali 3:2. Cztery dni później w finale turnieju pokonali Hiszpanię 2:0. W '57 minucie Platini zaskoczył Luisa Arconadę strzałem z rzutu wolnego, i według wielu komentatorów była to jedna z najładniejszych bramek mistrzostw.
Francuscy dziennikarze podkreślali zgranie zespołu, o którego sile stanowiła druga linia, z Platinim na czele. Narzekali za to na nieefektywnych napastników.
W sierpniu 1982 roku po przegranym 0:4 meczu towarzyskim z Polską Hidalgo zrezygnował z usług Jeana-Luca Ettoriego. Kilka miesięcy później w kadrze zadebiutował 26-letni Joël Bats z AJ Auxerre, który przez sześć następnych lat był pierwszym bramkarzem Trójkolorowych. Spokojny, zwinny i elegancki Bats, mimo że przepuścił podczas Euro 1984 cztery gole, oceniony został jako jeden z pewniejszych punktów zespołu.
Po rezygnacji z gry w reprezentacji Gérarda Janviona, Christiana Lopeza oraz przede wszystkim kapitana Mariusa Trésora Michelowi Hidalgo ubyło kilku klasowych obrońców. W czasie mistrzostw linię defensywną tworzyli: Patrick Battiston (27 lat, Girondins Bordeaux), nominalny libero z konieczności przesunięty na prawą stronę, oraz środkowi: doświadczony Maxime Bossis (29, FC Nantes) i nowa twarz w reprezentacji Yvon Le Roux (24, AS Monaco). Czwartym obrońcą miał być 22-letni Manuel Amoros (AS Monaco), cieszący się opinią jednego z najbardziej obiecujących piłkarzy francuskich, mający już za sobą występy na mundialu. Tymczasem już w pierwszym spotkaniu z Danią otrzymał czerwoną kartkę. Jego zastępca – Jean-François Domergue (27, Toulouse FC) – grał z meczu na mecz coraz lepiej i już nie oddał miejsca w jedenastce Amorosowi. W spotkaniu półfinałowym z Portugalią Domergue potwierdził dobrą formę, strzelając dwa gole.
Dziennikarz sportowy Roman Hurkowski drugą linię mistrzowskiej drużyny z 1984 roku nazwał magicznym kwartetem. Zadaniem dwóch defensywnych pomocników Jeana Tigany (29, Girondins Bordeaux) oraz debiutującego na wielkim turnieju 25-letniego Luisa Fernándeza z Paris Saint Germain było przechwytywanie piłki już na połowie przeciwnika i jak najszybsze uruchomienie pozostałych pomocników i ataku. Alain Giresse (32), partner Tigany z Bordeaux, podobnie jak i on obdarzony nie najlepszymi warunkami fizycznymi, był łącznikiem między obiema liniami. Z jego podań padło większość bramek zdobytych przez Trójkolorowych. Strzelcem dziewięciu z nich był Michel Platini (29, Juventus F.C.), lider i kapitan zespołu, skuteczny egzekutor przede wszystkim rzutów wolnych i karnych. Zdobył gole we wszystkich pięciu meczach Francji w finałach Euro 1984, dwukrotnie notując hat trick. Platini został królem strzelców turnieju, a pod koniec roku otrzymał Złotą Piłkę dla najlepszego piłkarza Europy.
Przy aktywnej roli Platiniego zadaniem pary napastników – Bernarda Lacombe’a (32, Girondins Bordeaux) oraz grających wymiennie Didiera Six (30, FC Mulhouse) lub Brunona Bellone (22, AS Monaco) – było głównie absorbowanie obrońców rywali i odwracanie ich uwagi od ofensywnych pomocników. Tylko jeden z atakujących, najmłodszy Bellone, zdobył gola w turnieju.
Po ostatnim meczu mistrzostw, z funkcji selekcjonera zrezygnował pracujący od 1976 roku Michel Hidalgo. Pałeczkę przekazał Henri Michelowi, który przez cztery ostatnie lata był jego asystentem.

### 1986 – brązowy medal mistrzostw świata
Mistrzowie Europy w eliminacjach do Mistrzostw Świata 1986 wyprzedzili Bułgarię, NRD, Jugosławię oraz Luksemburg. Podopieczni Henri Michela jechali do Meksyku jako jedni z głównych pretendentów do zdobycia Pucharu Świata.
Po awansie z grupy z pierwszego miejsca, Francuzi potwierdzili mistrzowskie aspiracje wygrywając w drugiej rundzie z obrońcą trofeum Włochami. Po ćwierćfinałowym zwycięstwie nad Brazylią zostali nazwani przez dziennikarzy, którzy podkreślali ofensywny styl gry drużyny, Brazylijczykami Europy. Jednak podobnie jak cztery lata wcześniej Trójkolorowi ulegli w półfinale reprezentacji RFN i musieli zadowolić się grą w małym finale, czyli w meczu o trzecie miejsce. Mimo że Michel wystawił w tym spotkaniu rezerwowy skład, Francuzi ograli Belgów i wracali do domu z brązowym medalem.
W porównaniu z drużyną, która dwa lata wcześniej zdobyła mistrzostwo Europy, najwięcej zmian zaszło w liniach obrony i ataku. Ciągle o obliczu defensywy decydowali stoperzy Maxime Bossis (31, Racing Paryż) oraz Patrick Battiston (29, Girondins Bordeaux). Po Euro 1984 do podstawowego składu powrócił Manuel Amoros (24, AS Monaco), który na mundialu grał na prawej lub lewej obronie. Miejsce w jedenastce stracili za to: Yvon Le Roux (26, FC Nantes, był rezerwowym) oraz odkrycie mistrzostw Jean-François Domergue (29, Toulouse FC). Jak się okazało dla Domergue występ na tamtym turnieju był szczytem sportowych możliwości, później szybko obniżył formę i jeszcze w 1984 roku pożegnał się z drużyną narodową. W jej barwach rozegrał tylko dziewięć meczów. Jego następcą został podopieczny Michela z reprezentacji olimpijskiej William Ayache (25, Nantes), którego w spotkaniach z Kanadą i Brazylią zmienił Thierry Tusseau (28, Bordeaux). W bramce nadal niezastąpiony był Joël Bats (29, PSG), bohater meczu z canarinhos, w którym obronił dwa rzuty karne.
Dwaj podstawowi napastnicy z mistrzowskiej drużyny – Bernard Lacombe (34, Bordeaux) i Didier Six (32, FC Metz) – zaraz po Euro zakończyli reprezentacyjne kariery. Odkryciem Michela okazał się 23-letni Jean-Pierre Papin z belgijskiego Club Brugge, piłkarz, który nigdy nie grał we francuskiej ekstraklasie. Na mundialu przyszły pięciokrotny król strzelców Ligue 1 zdobył dwie bramki. Jego partnerem był Yannick Stopyra (25, Toulouse), strzelec również dwu goli. Ich zmiennikami zaś: doświadczony, pamiętający jeszcze Mistrzostwa Świata 1978 – Dominique Rocheteau (31, PSG) oraz 24-letni Bruno Bellone z AS Monaco, najskuteczniejszy napastnik Francji w mistrzostwach Europy, który przez własne kłopoty zdrowotne oraz wysoką formę Papina, na mundialu był tylko rezerwowym.
Najważniejszym ogniwem zespołu, tak jak dwa lata wcześniej, była druga linia. Michel nie wymienił żadnego z zawodników magicznego kwartetu. Dla najstarszego w drużynie 34-letniego Alain Giresse’a, jego kolegi z Bordeaux Jeana Tigany (31), Luisa Fernándeza (27) z Paris Saint-Germain oraz kapitana reprezentacji, w latach 1983-1985 trzykrotnego króla strzelców Serie A, Michela Platiniego, mundial 1986 był ostatnią wielką piłkarską imprezą, na której grali razem. Po mistrzostwach karierę reprezentacyjną zakończył Giresse, rok później Platini, a w 1988 roku – Tigana. Fernández pożegnał się z kadrą dopiero w 1992 roku.
Po mundialu Henri Michel rozpoczął przygotowania do eliminacji do Euro 1988, turnieju, na którym Francuzi mieli bronić mistrzostwa Europy. Jednak już po pierwszych meczach (remis z Islandią, remis i porażka z Norwegią) Trójkolorowi stracili szansę na awans z grupy. Pierwszy raz w historii obrońca trofeum nie awansował do turnieju mistrzowskiego. Henri Michel ustąpił ze stanowiska, na rzecz swojego dawnego podopiecznego Michela Platiniego, dopiero po słabym starcie do mundialu 1990 w listopadzie 1988 roku.
Chociaż Platiniemu nie udało się awansować do mistrzostw świata, to kilka miesięcy później, w efektownym stylu (osiem zwycięstw, zero remisów i zero porażek), poprowadził reprezentację do zwycięstwa w grupie kwalifikacyjnej do Euro 1992. W barwach Trójkolorowych grało już nowe pokolenie zawodników. Z piłkarzy pamiętających mundial 1986 w drużynie narodowej występowali jedynie 30-letni Manuel Amoros, 33-letni Luis Fernández oraz 29-letni Jean-Pierre Papin. Na mistrzostwach Europy debiutowali przyszli mistrzowie świata Laurent Blanc i Didier Deschamps. Mimo takiego collage'u generacyjnego, Francja odpadła już po fazie grupowej, w której zanotowała dwa remisy (1:1 ze Szwecją i 0:0 z Anglią) oraz porażkę 1:2 w ostatnim meczu z przyszłymi triumfatorami imprezy Duńczykami.
Po turnieju Platini podał się do dymisji, a jego następcą został Gérard Houllier. Przyszły szkoleniowiec Liverpool miał za zadanie wprowadzić reprezentację do Mistrzostw Świata 1994. Na dwie kolejki przed zakończeniem kwalifikacji Francuzi prowadzili w grupie, a do awansu potrzebowali tylko jednego punktu. Jednak niespodziewany regres formy w ostatniej fazie eliminacji (przegrane z Izraelem 2:3 i Bułgarią 1:2) spowodował, że Trójkolorowi zajęli dopiero trzecie miejsce, a na mundial pojechali Szwedzi i Bułgarzy. W listopadzie 1993 roku, po roku sprawowania funkcji, Houllier złożył dymisję.

## Lata 1996-2006

### 1996 – III-IV miejsce na mistrzostwach Europy
17 grudnia 1993 roku selekcjonerem reprezentacji Francji został Aimé Jacquet, były asystent Gérarda Houlliera. Po przegranych kwalifikacjach do mundialu 1994 spodziewano się, że nowy trener drużyny narodowej rozpocznie kadrową rewolucję. Tymczasem tacy piłkarze jak Éric Cantona, David Ginola, Paul Le Guen, czy Jean-Pierre Papin w pierwszym roku selekcjonerskiej kadencji Jacqueta cały czas występowali w reprezentacji. Trener odstawił ich na boczny tor dopiero pod koniec eliminacji do Euro 1996. Na mistrzostwa Europy pojechała zupełnie inna drużyna, niż ta, z którą dwa lata wcześniej Jacquet rozpoczynał pracę. Nowe pokolenie młodych piłkarzy – Zinédine Zidane, Youri Djorkaeff, Christian Karembeu, Lilian Thuram – zaczynało odgrywać w kadrze coraz ważniejsze role.
Na mistrzostwach Francuzi doszli do półfinału, w którym przegrali po rzutach karnych z późniejszymi wicemistrzami Europy Czechami. Była to pierwsza porażka w selekcjonerskiej karierze Jacqueta.
Francuska prasa narzekała na defensywny i nieefektowny styl gry Trójkolorowych, którzy w meczach grupowych wyeliminowali Rumunię oraz Bułgarię, a w ćwierćfinale wygrali po karnych z Holandią. W komentarzach częściej podkreślano słabość rywali i szczęście (mecz z Holandią), aniżeli jakieś ponadprzeciętne walory drużyny Jacqueta.
Na Euro 1996 ukształtowała się defensywa zespołu, który dwa lata później nie znalazł pogromcy w mistrzostwach świata. Najczęściej grali: na lewej obronie 27-letni Bixente Lizarazu z Girondins Bordeaux, który już w pierwszym spotkaniu zastąpił doświadczonego Érika Di Meco (33, AS Monaco), na prawej 24-letni Lilian Thuram z Monaco albo 31-letni Jocelyn Angloma (Torino Calcio) oraz para stoperów 31-letni Laurent Blanc z AJ Auxerre i 28-letni Marcel Desailly z A.C. Milan, który został wybrany do najlepszej jedenastki turnieju. W bramce dobrze spisywał się Bernard Lama (33, Paris Saint Germain), skuteczny szczególnie przy obronie rzutów karnych. Francuzi stracili w turnieju tylko dwa gole, co było dowodem rodzącego się zrozumienia i zaufania między poszczególnymi zawodnikami z obrony.
Zdaniem większości obserwatorów najlepszym piłkarzem Francji w turnieju był defensywny pomocnik Christian Karembeu (26, UC Sampdoria), obok kapitana zespołu Didier Deschamps’a (28, Juventus F.C.) i Vincenta Guérina (31, PSG) lider drugiej linii. Karembeu trafił do jedenastki mistrzostw, a wkrótce po turnieju został kupiony przez Real Madryt. Dziennikarze najmocniej krytykowali 24-letniego Zinédine’a Zidane’a z Girondins Bordeaux, który ich zdaniem zawiódł, gdyż nie potrafił wziąć na siebie odpowiedzialności za konstruowanie akcji i spełniał jedynie funkcję asystenta bardziej aktywnego Djorkaeffa.
Trzy z wszystkich pięciu bramek dla Trójkolorowych strzelili napastnicy – cofnięty Youri Djorkaeff (28, PSG) oraz środkowi Patrice Loko (26, PSG) i Christophe Dugarry (24, Girondins Bordeaux), którzy grali wymiennie. Słaba skuteczność drużyny ponownie podnosiła dyskusję o powrót Cantony i Ginoli do reprezentacji.
W dwudziestodwuosobowej kadrze Francji na Euro 1996 znalazło się dwunastu piłkarzy, którzy dwa lata później triumfowali w mistrzostwach świata (Fabien Barthez i Frank Leboeuf byli na Euro rezerwowymi i nie zagrali ani minuty).

### 1998 – zwycięstwo w mistrzostwach świata
Po Euro 1996 szefowie federacji długo zastanawiali się, czy przedłużyć wygasający wraz z końcem turnieju kontrakt z trenerem Jacquetem. Ostatecznie, 9 sierpnia 1996 związek prolongował umowę i Jacquet rozpoczął drugi etap selekcjonerskiej kadencji.
Na początek pożegnał się ze starszymi zawodnikami – Jocelynem Anglomą, Alain’em Roche’em, Érikiem Di Meco i Vincentem Guérinem, a także Patrice’em Loko i Reynaldem Pedrosem, którzy nie potrafili ustabilizować formy w swoich klubach. Nie dał się także namówić na powrót ulubieńców kibiców – Ginoli, Papina i Cantony.
W bramce faworytem szkoleniowca był przez długi czas Bernard Lama. Kiedy jednak u zawodnika PSG w 1997 roku wykryto niedozwolone narkotyki, szansę otrzymał 27-letni Fabien Barthez (AS Monaco). Barthez w czasie mundialu chwalony był nie tylko za dobre opanowanie bramkarskiego warsztatu, ale i za efektowny, nieco nonszalancki styl gry i wraz z Paragwajczykiem José Luisem Chilavertem uznany został za najlepszego bramkarza turnieju.
Przed nim grała czwórka defensorów, którzy na kilka kolejnych lat zdominowali reprezentacyjną linię obrony – 33-letni libero Laurent Blanc (Olympique Marsylia), 30-letni Marcel Desailly, który w swoim klubie (A.C. Milan) grywał zazwyczaj w linii pomocy, 29-letni Bixente Lizarazu (Bayern Monachium) oraz jedno z odkryć turnieju, strzelec dwóch bramek z półfinałowego meczu z Chorwacją 26-letni Lilian Thuram z AC Parmy. Wielu komentatorów podkreślało, że to właśnie obrona była najsilniejszym punktem Trójkolorowych, mogą o tym świadczyć tylko dwa stracone gole. Ponadto Lizarazu, Blanc i Thuram (dwukrotnie) także pokonywali bramkarzy rywali, przy czym gole dwóch ostatnich decydowały o awansie reprezentacji do następnej rundy.
Kapitan i mózg drużyny Didier Deschamps (30 lat, Juventus F.C.) odpowiedzialny był za zadania destrukcyjne, pełnił rolę pośrednika między linią obrony a ataku. Jacquet najczęściej decydował się na wystawianie trzech pomocników defensywnych, oprócz Deschamps’a grali 28-letni Christian Karembeu (Real Madryt, kilka tygodni przed mundialem triumfował z nim w Pucharze Mistrzów), który po rundzie grupowej zastąpił Alaina Boghossiana (28, UC Sampdoria) oraz 27-letni Emmanuel Petit (Arsenal F.C.), którego rola w drużynie rosła z meczu na mecz, a dobrą postawę ukoronował strzeleniem ostatniego gola turnieju, pieczętującego zwycięstwo Francji nad Brazylią.
O ofensywnym pomocniku Juventusu 26-letnim Zinédinie Zidanie od wielu lat mówiło się, że jest dużym piłkarskim talentem i materiałem na zawodnika wysokiej klasy. Nie potwierdzał tego dotychczas ani w reprezentacji (słaby występ na Euro 1996), ani w klubie (porażka z Juventusem z Pucharze Mistrzów). Na początku mundialu zobaczył czerwoną kartkę i został odsunięty od dwóch spotkań. Jednak w kolejnych rundach przełamał się i wyrósł na lidera drużyny, a zdobywając w finale dwie bramki stał się bohaterem narodowym Francji. Tuż za napastnikiem grał również Youri Djorkaeff (30, Inter Mediolan), szybki, sprawnie operujący między liniami ataku i pomocy.
Po rezygnacji z usług Cantony, Ginoli i Loko, Jacquet miał wiele kłopotów z doborem głównego atakującego. Najczęściej grał dwukrotny król strzelców francuskiej ekstraklasy 28-letni Stéphane Guivarc’h (AJ Auxerre), ale w turnieju nie zdobył żadnej bramki. Najlepszym strzelcem (trzy gole) okazał się niespodziewanie młody Thierry Henry (21, AS Monaco), który był zmiennikiem Guivarc’h’a. Oprócz niego do bramek rywali trafiali także najmłodszy w drużynie David Trezeguet (AS Monaco) i Christophe Dugarry (26, Olympique Marsylia), który nie występował w pierwszej jedenastce tylko, dlatego że podczas turnieju zmagał się z kontuzją.
W czasie mundialu grali także obrońcy Frank Leboeuf (30, Chelsea F.C.), który zastąpił Blanca, pauzującego za czerwoną kartkę, w finale turnieju oraz 25-letni Vincent Candela, dubler Lizarazu w spotkaniu z Danią. Na francuskie boiska wybiegali również Bernard Diomede (24, AJ Auxerre) oraz Patrick Vieira (22, Arsenal F.C.) i Robert Pirès (25, FC Metz). Dwaj ostatni wkrótce potem stali się ważnymi ogniwami drużyny. Ani minuty nie zagrał żaden z rezerwowych bramkarzy – Lama (35, West Ham United) i Lionel Charbonnier (32, AJ Auxerre).
Po mundialu zgodnie z wcześniejszymi zapowiedziami Jacquet zrezygnował z funkcji selekcjonera i został dyrektorem technicznym reprezentacji. Na swojego następcę wyznaczył Rogera Lemerre’a, który był jego pierwszym asystentem.
Za swój hymn w czasie tych mistrzostw, Francuzi użyli piosenki I Will Survive amerykańskiej piosenkarki Glorii Gaynor.

### 2000 – zwycięstwo w mistrzostwach Europy
Francuzi przeszli przez eliminacje do Euro 2000 z pewnymi kłopotami (remisy z Ukrainą oraz porażka z Rosją), chociaż zajęli w swojej grupie pierwsze miejsce. Lemerre nie zdecydował się na kadrową rewolucję i rzadko wprowadzał do drużyny debiutantów. O sile reprezentacji, która od czerwca 1999 roku nie doznała porażki, stanowili zdobywcy Pucharu Świata z 1998 roku. W kadrze na mistrzostwa Europy z mundialowej „22” znalazło się aż osiemnastu zawodników, przy czym dwunastu z nich pamiętało nawet finały Euro 1996. Z zespołu mistrzów świata odpadli tylko drugoplanowi wówczas Charbonnier i Diomede, nie spełniający oczekiwań Guivarc’h oraz Boghossian wskutek kontuzji. Ich miejsca zajęli: Ulrich Ramé (28, Girondins Bordeaux) jako trzeci bramkarz, pomocnik Johan Micoud (27, Parma F.C.) oraz napastnicy Sylvain Wiltord (26, Bordeaux) i 21-letni Nicolas Anelka z Realu Madryt.
Pewną pozycję w bramce miał Fabien Barthez (29), który kilka dni przed rozpoczęciem mistrzostw podpisał kontrakt z Manchesterem United. Niezmieniona pozostała również linia defensywy. Żelazny blok: Blanc (35, Inter Mediolan), Desailly (32, Chelsea F.C.), Thuram (28, Parma F.C.) i Lizarazu (31, Bayern Monachium) w finale grał ze sobą po raz dwudziesty szósty i w żadnym z tych meczów Francja nie doznała porażki. Weteran Blanc na zakończenie swojej reprezentacyjnej przygody został wybrany do najlepszej jedenastki turnieju.
Na środku pomocy występowali 32-letni kapitan drużyny Didier Deschamps (Chelsea F.C.) oraz Patrick Vieira (24, Arsenal F.C.), który zastąpił Christiana Karembeu. Mimo iż Karembeu cały sezon 1999-00 spędził na ławce rezerwowych w Realu Madryt, Lemerre zdecydował się go zabrać na mistrzostwa. Miejsce w pierwszej jedenastce Trójkolorowych stracił także bohater finału sprzed dwóch lat Emmanuel Petit (30, Arsenal F.C.).
W opinii wielu obserwatorów najbardziej wyróżniającym zawodnikiem mistrzowskiej drużyny był 28-letni Zinédine Zidane. Przegląd Sportowy, podsumowując występy Francji na Euro 2000, pomocnika Juventusu scharakteryzował słowami: O tym piłkarzu nie da się już pisać. Jego trzeba po prostu oglądać. Zidane, jako jedyny Francuz oprócz Blanca, trafił do jedenastki turnieju. Na zakończenie 2000 roku drugi raz (wcześniej w 1998 roku) otrzymał Złotą Piłkę dla najlepszego zawodnika Europy.
Francuzi grali znacznie ofensywniej niż dwa lata wcześniej. 22-letni Thierry Henry (Arsenal F.C.), strzelec trzech goli, stał się w czasie Euro jedną z najjaśniejszych gwiazd reprezentacji. Cofniętymi napastnikami byli Youri Djorkaeff (32), który miał udany sezon w FC Kaiserslautern, oraz Christophe Dugarry (28, Bordeaux), występujący wymiennie z Anelką, Wiltordem i Trezeguetem (22, AS Monaco). Najskuteczniejszymi z tej czwórki okazali się Wiltord i Trezeguet, którzy zresztą grali najkrócej. Zaliczyli dwa trafienia, w tym po jednym w finale turnieju. Według wielu komentatorów drużyna Lemerre’a z 2000 roku była lepsza od tej z 1998, głównie, dlatego że wreszcie posiadała w swym składzie rasowego napastnika.
Mecze finałowy i półfinałowy Trójkolorowi wygrali po strzeleniu złotego gola w dogrywce. Przegrali tylko jedno spotkanie, ze współgospodarzem turnieju Holandią. Jednak już wcześniej zapewnili sobie awans z grupy, a w tamtym meczu grali w rezerwowym składzie.
Przed Francją tylko reprezentacja RFN z początku lat 70. dzierżyła jednocześnie tytuły mistrza Europy i świata, tyle, że Niemcy zdobyli je w odwrotnej kolejności. Francuscy dziennikarze po Euro 2000 nazwali swoją reprezentację mistrzami wszechświata.
Dwa miesiące po wygranym finale z Włochami w towarzyskim meczu z Anglią kariery reprezentacyjne zakończyli Laurent Blanc, Didier Deschamps (opaskę kapitańską przejął od niego Marcel Desailly) oraz rezerwowy bramkarz Bernard Lama (37, PSG).

### 2002 – runda grupowa mistrzostw świata
Na rok przed mundialem Francuzi wygrali Puchar Konfederacji, generalną próbę przed światowym czempionatem. Do Korei i Japonii podopieczni Lemerre’a jechali więc jako zdecydowani faworyci, mimo iż wyniki meczów towarzyskich na początku 2002 roku nie były zadowalające (5:0 ze Szkocją, 2:1 z Rumunią, ale 1:1 z Australią, 0:0 z Rosją i 1:2 z Belgią). W ostatnim spotkaniu sparingowym pokonali wprawdzie Koreę Południową, ale stracili za to Zinédine’a Zidane’a, który doznał poważnej kontuzji i miał zagrać dopiero w ostatnim meczu grupowym. Wcześniej z kadry także z powodu urazów wypadli Christian Karembeu i Robert Pirès.
Roger Lemerre zabrał do Azji aż czternastu zawodników, którzy cztery lata wcześniej zdobyli mistrzostwo świata (Francuzi mieli jedną z najstarszych drużyn, ich średnia wieku wynosiła 29 lat) i wbrew nawoływaniom prasy nie powołał Steve’a Marleta z Olympique Lyon i Erica Carriere’a z FC Nantes.
Już w inauguracyjnym meczu turnieju, z Senegalem, Francuzi, mimo przewagi i większej liczby oddanych strzałów, popełniali dużo indywidualnych błędów, poza tym widoczny był brak lidera. Po jednej, zaskakującej akcji podopiecznych francuskiego szkoleniowca Brunona Metsu przegrali 0:1. Najniżej oceniono występy Youriego Djorkaeffa (34, Bolton Wanderers) oraz Franka Leboeufa (34, Olympique Marsylia), który w kolejnym spotkaniu ustąpił miejsca Vincentowi Candeli (29, AS Roma). W prasowych komentarzach podkreślano słabość linii ataku, chociaż tworzyło ją trzech zawodników – Thierry Henry (25, Arsenal F.C.), David Trezeguet (25, Juventus F.C.) i Sylvain Wiltord (28), partner Henry’ego z Arsenalu, oraz nie najlepszą formę obrońców, wśród których tylko Lilian Thuram (30, Juventus F.C.) nie przekroczył trzydziestu lat (kapitan Marcel Desailly, tak jak Leboeuf, miał 34 lata, a Bixente Lizarazu – 33).
W drugim meczu, z Urugwajem na boisko wybiegła niemal dokładnie taka sama jedenastka (29-letni Johan Micoud z Parmy zastąpił Djorkaeffa, a Candela – Leboeufa), która sześć dni wcześniej uległa Senegalowi. Mecz zakończył się bezbramkowym remisem, a od dwudziestej piątej minuty Francja grał w dziesiątkę po tym, jak czerwoną kartkę otrzymał Henry. Wiadomo było, że w ostatnim spotkaniu nie zagra również Emmanuel Petit (32, Chelsea F.C.), pauzujący za dwie żółte kartki. Zastąpił go Claude Makélélé (29), który miał udany sezon w Realu Madryt i przez wielu dziennikarzy uważany był za znacznie większe wzmocnienie drużyny niż mający już najlepsze piłkarskie chwile za sobą Petit. Z Duńczykami po raz pierwszy w tych mistrzostwach miał także zagrać Zidane.
Mimo to podopieczni Rogera Lemerre’a przegrali 0:2. Obrońcy mistrzowskiego trofeum oraz mistrzowie Europy zajęli w grupie ostatnie miejsce i żegnali się z turniejem bez strzelonej bramki. Francuska prasa nie zostawiła na piłkarzach i selekcjonerze suchej nitki, oszczędzając jedynie Zidane’a, Patricka Vieirę (26, Arsenal F.C.), który okazał się godnym następcą Deschamps’a oraz ratującego wielokrotnie zespół przed utratą goli Fabiena Bartheza (31, Manchester United). Lemerre’owi zarzucano brak jasnej wizji i ciągłe tasowanie piłkarzami i ustawieniem oraz zbyt wielkie zaufanie w możliwości i umiejętności doświadczonych zawodników. Dziennikarze zastanawiali się, czemu od pierwszych minut nie grał 21-letni Djibril Cissé z AJ Auxerre, w tamtym czasie uważany za jedną z największych nadziei piłkarstwa francuskiego.
Po tym turnieju kariery reprezentacyjne zakończyli Leboeuf, Dugarry, Djorkaeff oraz Petit i Karembeu, a Candela już nigdy później nie został powołany do kadry narodowej. Miejsce Rogera Lemerre’a zajął Jacques Santini.

### 2004 – ćwierćfinał mistrzostw Europy
Wielu komentatorów zgodnie podkreślało, że po mundialu 2002 w historii reprezentacji Francji skończyła się pewna epoka, a pokolenie piłkarzy urodzonych pod koniec lat 60. i na początku 70., pokolenie mistrzów świata i Europy, szybko powinno zacząć ustępować miejsca zawodnikom młodym, nieogranym, ale głodnym sukcesu.
Jednak szkielet drużyny, mimo początkowych zapowiedzi nowego selekcjonera Jacques’a Santiniego, od czasu Mistrzostw Świata 2002 pozostał właściwie nienaruszony. Szkoleniowca broniły wyniki – Francuzi w eliminacjach do Euro 2004 wygrali wszystkie mecze, w których stracili tylko dwie bramki, a na rok przed turniejem po raz drugi triumfowali w rozgrywkach o Puchar Konfederacji. Do Portugalii jechali także jako drużyna niepokonana od osiemnastu meczów (ostatni raz przegrali w marcu 2003 roku). Kilka tygodni przed mistrzostwami w finale Ligi Mistrzów po raz pierwszy od jedenastu lat grała drużyna z Francji – AS Monaco, której gwiazdami byli Ludovic Giuly i Jérôme Rothen. Giuly nie znalazł się w kadrze na mistrzostwa Europy z powodu kontuzji, a Rothen, mimo nawoływań kibiców i dziennikarzy, oglądał mecze z ławki rezerwowych.
Santini zmienił za to ustawienie zespołu na 1-4-4-2. Dzięki temu w ataku zagrali obok siebie Thierry Henry (27, Arsenal F.C.) i David Trezeguet (27, Juventus F.C.). Efektywniejszy okazał się ten pierwszy. W meczu ze Szwajcarią strzelił dwa decydujące o zwycięstwie gole.
Liderami linii obrony byli cały czas mistrzostwie świata z 1998 roku – Lilian Thuram (32, Juventus F.C.), którego Santini przesunął na środek defensywy, oraz Bixente Lizarazu (35, Bayern Monachium). W spotkaniu z Chorwacją w podstawowej jedenastce wybiegł także inny weteran Marcel Desailly, ale zawinił przy obu golach strzelonych przez Chorwatów. Był to ostatni mecz 36-letniego obrońcy Chelsea F.C. w reprezentacji. Na prawej flance występował zbierający bardzo dobre noty w Premiership William Gallas (27), partner i następca Desailly’ego w Chelsea. Za to inny 27-latek stoper Mikael Silvestre z Manchesteru United został przez francuskich dziennikarzy uznany za najsłabsze ogniwo defensywy.
Opinię jednego z najlepszych bramkarzy świata potwierdził po raz kolejny Fabien Barthez (33, Olympique Marsylia). Grał spokojniej, pewniej, mniej efektowniej niż dawnej, ale znacznie bardziej skutecznie. Obronił rzut karny Davida Beckhama w inauguracyjnym meczu z Anglią.
Inaczej niż na poprzednich mistrzostwach Europy gra reprezentacji uzależniona była od formy właściwie tylko jednego piłkarza, kapitana zespołu 32-letniego Zinédine’a Zidane’a. Pomocnik Realu Madryt okazał się najlepszym strzelcem Trójkolorowych (trzy bramki) oraz zdecydowanym liderem na boisku i poza nim. Dwa gole zdobyte w ostatnim sekundach spotkania z podopiecznymi Svena-Görana Erikssona zadecydowały o ostatecznym kształcie tabeli grupy B i pierwszym miejscu dla Francji. Defensywnymi pomocnikami byli piłkarze grający na co dzień w klubach z Londynu – Claude Makélélé (31, Chelsea) i Patrick Vieira (28, Arsenal). Dla Roberta Pirèsa (31), także zawodnika Arsenalu, występującego w kadrze od 1996 roku, Euro 2004 było pierwszą poważną imprezą piłkarską, na której grał w podstawowej jedenastce Trójkolorowych.
Po szczęśliwym zwycięstwie nad Anglią we Francji zapanowała wielka euforia. Mimo słabszego meczu z Chorwacją, Trójkolorowi zwyciężyli Szwajcarię i zajęli pierwsze miejsce w grupie. Dzięki temu w ćwierćfinale nie spotkali się z faworyzowaną Portugalią, ale znacznie niżej rozstawioną w rankingu FIFA Grecją. Jednak niespodziewanie spotkanie wygrali podopieczni Ottona Rehhagela, którzy kilka tygodni później ograli w finale turnieju Portugalczyków.
Po mistrzostwach kariery reprezentacyjne zakończyli Desailly i Lizarazu, a także Zidane, Thuram i Makélélé, którzy jednak powrócili do kadry w sierpniu 2005 roku i pomogli jej awansować do mundialu 2006. Trener Santini już przed mistrzostwami podpisał kontrakt z Tottenhamem Londyn. Wśród jego następców wymieniano najczęściej mistrzów świata Laurenta Blanca lub Didier Deschamps’a, szkoleniowca Monaco. Ostatecznie szefowie federacji zdecydowali, że nowym selekcjonerem będzie opiekun francuskiej młodzieżówki Raymond Domenech.

### 2006 – wicemistrzostwo świata
Domenech wprowadził do reprezentacji kilku nowych piłkarzy, głównie swoich wychowanków z drużyny młodzieżowej. W połowie 2005 roku, kiedy ważyły się losy Francji w eliminacjach do mistrzostw świata, udało mu się namówić Zinédine’a Zidane’a, Claude’a Makélélégo i Liliana Thurama do powrotu do kadry. Mimo kilku istotnych zmian personalnych, drużyna wciąż budowana była wokół doświadczonych zawodników. Najważniejsi z nich – Zidane, Thuram, Vieira, Makélélé, Henry, Wiltord – przekroczyli już trzydzieści lat. Istniało duże prawdopodobieństwo, że po wielu triumfach odniesionych z reprezentacją (pięciu z nich grało na Euro 2000, czterech na mundialu 1998) oraz w klubach mogli nie odczuwać już takiego głodu sukcesu, jak jeszcze kilka lat wcześniej.
Prasa francuska narzekała na nieefektowny i nieskuteczny styl gry (w eliminacjach Francuzi zanotowali aż pięć remisów, po dwa z Izraelem i Szwajcarią i jeden z Irlandią) oraz krytykowała pomysły szkoleniowe Domenecha, który otwarcie mówił o tym, że przy wyborze meczowej jedenastki kieruje się astrologią. Mimo to drużyna przed mundialem od czasu zakończenia Euro 2004 zanotowała tylko jedną porażkę, w meczu towarzyskim ze Słowacją, rozegranym w marcu 2006 roku.
Francja zagrała w mistrzostwach świata w grupie G. Po dwu remisach (0:0 ze Szwajcarią, 1:1 z Koreą Południową) do ostatniego meczu ważyły się jej losy awansu z grupy. Dzięki zwycięstwu 2:0 z Togo, Trójkolorowi zajęli drugie miejsce i w 1/8 finału spotkali się z Hiszpanią. Zdaniem wielu komentatorów dopiero w tym meczu pokazali, że mimo zaawansowanego wieku większości podstawowych zawodników, mogą walczyć o najważniejsze trofeum. Wygrali z podopiecznymi Luisa Aragonésa 3:1. W kolejnych rundach zostawili w pokonanym boju faworytów mistrzostw, obrońców tytułu Brazylię (1:0 w ćwierćfinale) i wicemistrzów Europy Portugalię (1:0 w półfinale). Niespodziewanie dla większości komentatorów awansowali do finału, gdzie dopiero w rzutach karnych (1:1, k. 3:5) ulegli Włochom. Finał zapisał się w historii z powodu czerwonej kartki dla kończącego karierę Zinédine’a Zidane’a, który w '109 minucie uderzył głową Marca Materazziego.
Średnia wieku zawodników wynosiła 29 lat, tyle ile w czasie mundialu 2002, w którym Trójkolorowi odpadli już w pierwszej rundzie. Właśnie najbardziej doświadczeni – Zidane (34 lata, Real Madryt), środkowy obrońca Lilian Thuram (34, Juventus F.C.) i dwaj defensywni pomocnicy Patrick Vieira (30, Juventus F.C.) oraz Claude Makélélé (33, Chelsea F.C.) – otrzymali najwyższe noty i wszyscy trafili do najlepszej drużyny mistrzostw FIFA.
Francuzi dostosowali się do panującego wśród większości ekip na mundialu przekonania, że o sukcesie decyduje przede wszystkim skuteczna gra w obronie (podopieczni Domenecha stracili tylko trzy gole). Kwartet defensorów dowodzony przez Thurama – Willy Sagnol (29, Bayern Monachium), William Gallas (29, Chelsea F.C.) i najmłodszy z nich Éric Abidal (27, Olympique Lyon) – rzadko dopuszczał rywala pod swoje pole karne, tak że bramkarz Fabien Barthez (35, Olympique Marsylia) zaliczył niewiele interwencji. Zresztą przed turniejem faworytem do gry w bramce był Grégory Coupet (35), który w barwach Olympique Lyon z dobrej strony pokazał się w Lidze Mistrzów. Coupet wobec problemów zdrowotnych i dyscyplinarnych Bartheza częściej grał w eliminacjach, ale trener Domenech, po konsultacjach z Zidane’em, podjął decyzję o odsunięciu go na ławkę rezerwowych.
Liderem zespołu i drugiej linii był Zidane. Według wielu dziennikarzy gdyby nie incydent z meczu finałowego, występ kapitana zespołu mógł być oceniony w samych superlatywach. Zidane ustawiony był tuż za napastnikiem, ale często dołączał do niego podwajając siłę ataku, zamieniał się miejscami ze skrzydłowymi, cofał się, umiejętnie rozdzielał piłki i strzelał gole (zaliczył trzy trafienia, w finale, decydujące w półfinale i 1/8 finału). Obaj skrzydłowi, odkrycie turnieju 23-letni prawoskrzydłowy Franck Ribéry (Olympique Marsylia) i Florent Malouda (26, Olympique Lyon), w swoich klubach grali na pozycji środkowych pomocników. Dlatego obaj często schodzili do środka, robiąc miejsce dla bocznych obrońców, szczególnie dla aktywnego Sagnola. Dwaj defensywni pomocnicy – Vieira i Makélélé – asekurowali defensorów i zatrzymywali ataki rywala już na jego połowie. Vieira częściej angażował się w akcje ofensywne.
W ataku za wykańczanie akcji odpowiedzialny był Thierry Henry (29), mający za sobą udany sezon w Arsenalu. Często też wracał, robiąc tym samym miejsce dla ofensywnych pomocników, zazwyczaj dla wchodzącego z głębi pola Zidane’a. Henry strzelił trzy bramki, w tym dającą zwycięstwo w meczu z Brazylią.
Po turnieju Domenech rozważał dymisję, ale ostatecznie postanowił poprowadzić drużynę w eliminacjach do Euro 2008. Nie zagrają w niej Zidane i Barthez, który nie mógł po mistrzostwach znaleźć klubu i, podobnie jak kapitan zespołu, zakończył piłkarską karierę.

## Lata 2008 – 2018

### 2008 – faza grupowa mistrzostw Europy
Francuzi, pomimo drobnych kłopotów (2 porażki ze Szkocją, remis z Ukrainą) przeszli do finałowego turnieju na 2 miejscu w grupie eliminacyjnej. Turniej trójkolorowym nie wyszedł jednak najlepiej. Trafili do grupy „śmierci” z Włochami, Holandią i Rumunią. Początkowo bezbramkowy remis z Rumunią oraz wysoka porażka 1:4 z Holandią. Mimo zwycięstwa w eliminacjach przegrali 2:0 z Włochami po bramce z karnego oraz czerwonej kartki Érica Abidala padła druga bramka i ostatecznie awans do ćwierćfinału zapewniły sobie Włochy.

### 2010 – faza grupowa mistrzostw Świata
Do finałów Francja awansowała po dwumeczu barażowym z Irlandią. Podczas spotkania rewanżowego Thierry Henry za pomocą ręki podał piłkę Williamowi Gallasowi. Obrońca strzelił bramkę i zapewnił Francji udział w mistrzostwach. Wynik meczu został oprotestowany przez Irlandię, jednak FIFA oddaliła zażalenie, argumentując niezmiennością decyzji sędziego.
W pierwszym meczu Francuzi zremisowali z Urugwajem 0:0. Następny mecz przegrali z Meksykiem 0:2. Nicolas Anelka podczas przerwy obarczył za złe wyniki trenera Raymonda Domenecha. Za swoje zachowanie piłkarz został odesłany do domu. Ostatni mecz grupowy zagrali z RPA. Mecz zakończył się przegraną 1:2. Jedyną bramkę dla francuzów strzelił Florent Malouda, zaś trójkolorowi ostatecznie zajęli ostatnie miejsce w grupie za Urugwajem, Meksykiem i RPA.

### 2012 rok – porażka w ćwierćfinale z Hiszpanami
Drużyna Laurenta Blanca trafiła do grupy D:
| Miejsce | Flaga   | Drużyna | Mecze | Zwycięstwa | Remisy | Porażki | Bramki zdobyte | Bramki stracone | Bilans bramkowy | Punkty |
| ------- | ------- | ------- | ----- | ---------- | ------ | ------- | -------------- | --------------- | --------------- | ------ |
| 1       | Anglia  | Anglia  | 3     | 2          | 1      | 0       | 5              | 3               | +2              | 7      |
| 2       | Francja | Francja | 3     | 1          | 1      | 1       | 3              | 3               | 0               | 4      |
| 3       | Ukraina | Ukraina | 3     | 1          | 0      | 2       | 2              | 4               | –2              | 3      |
| 4       | Szwecja | Szwecja | 3     | 1          | 0      | 2       | 5              | 5               | 0               | 3      |

Francuzi przygodę z EURO 2012 rozpoczęli remisem z Anglikami 1:1. W drugim spotkaniu sięgnęli po trzy punkty pokonując Ukraińców 2:0. W ostatnim meczu w grupie ulegli reprezentacji Szwecji 0:2, mimo to awansowali do fazy pucharowej z drugiego miejsca w grupie.
W ćwierćfinale po dwóch bramkach Xabiego Alonso Francuzi przegrali z reprezentacją Hiszpanii 0:2 i tym samym zakończyli swój udział w Mistrzostwach EURO 2012.

### 2014 – ćwierćfinał Mistrzostw Świata
W eliminacyjnej grupie Francuzi musieli uznać wyższość Hiszpanii. W barażach zmierzyli się z Ukrainą. Dwumecz wygrali 3:2. W fazie grupowej trafili na Szwajcarię, Honduras i Ekwador. W pierwszym spotkaniu pokonali 3:0 Honduras. W drugim meczu rozgromili 5:2 Szwajcarię. Na koniec grupy bezbramkowo zremisowali z Ekwadorem. W 1/8 rywalizowali z Nigeryjczykami. Wygrali 2:0 a obie bramki padły w końcówce meczu. W ćwierćfinale podejmowali Niemców. Mecz zakończył się wynikiem 0:1 i tym samym Francja pożegnała się z turniejem.

### 2016 – wicemistrzostwo Europy
Reprezentacja Francji jako gospodarz miała zapewniony start w turnieju bez konieczności rozgrywania meczów eliminacyjnych. W meczach towarzyskich przed Euro Francuzi mierzyli się z Hiszpanią (zwycięstwo 1:0), Szwecją (zwycięstwo 1:0), Brazylią (porażka 1:3), Belgią (porażka 3:4), Niemcami (zwycięstwo 2:0), Anglią (zwycięstwo 2:0), Holandią (zwycięstwo 3:2), Rosją (zwycięstwo 4:2), Kamerunem (zwycięstwo 3:2) oraz dwukrotnie z Albanią (remis 1:1 i porażka 0:1), Serbią (remis 1:1 i zwycięstwo 2:1), Portugalią (zwycięstwa 2:1 i 1:0), Armenią (zwycięstwa 3:0 i 4:0) i Danią (zwycięstwa 2:0 i 2:1),
Jako organizator mistrzostw automatycznie znaleźli się w grupie A razem z Albanią, Rumunią i Szwajcarią. Zajęli w niej pierwsze miejsce i z dorobkiem siedmiu punktów (po zwycięstwach z Rumunią 2:1 w meczu otwarcia oraz Albanią 2:0 i bezbramkowym remisie ze Szwajcarią) awansowali do dalszej fazy turnieju. W 1/8 finału zmierzyli się z reprezentacją Irlandii, z którą wygrali 2:1 po obu trafieniach Antoine’a Griezmanna. W ćwierćfinale zmierzyli się z Islandią, z którą wygrali 5:2 po dwóch golach Oliviera Giroud oraz jednym kolejno Paula Pogby, Dimitri Payeta i Antoine’a Griezmanna. W półfinale Euro Francuzi zagrali z reprezentacją Niemiec. Wygrali ten mecz 2:0 po obu golach Antoine’a Griezmanna. Awansowali tym samym do finału w którym to zagrali z Portugalią. Przegrali ten mecz po dogrywce 0:1, zostając tym samym wicemistrzami Europy.

### 2018 – Mistrzostwo Świata
Francuzi w eliminacjach do rosyjskiego mundialu grali w grupie A razem z Holandią, Szwecją, Bułgarią, Białorusią i Luksemburgiem. Po siedmiu zwycięstwach, dwóch remisach i porażce podopieczni Didiera Deschampsa z 23 punktami zajęli w niej pierwsze miejsce automatycznie kwalifikując się do turnieju głównego.
Grali na nim w grupie C razem z Australią, Peru i Danią. Po wygraniu dwóch spotkań (odpowiednio z Australijczykami 2:1 i Peruwiańczykami 1:0) oraz bezbramkowym remisie z Duńczykami zakończyli rozgrywki grupowe na pierwszym miejscu i awansowali do 1/8 finału. W tej fazie rywalem "Trójkolorowych" była reprezentacja Argentyny. Podopieczni Didiera Deschampa wygrali to spotkanie 4:3 i awansowali do ćwierćfinału w którym spotkali się z reprezentacją Urugwaju. Wygrywając to spotkanie 2:0 zapewnili sobie udział w półfinale, w którym zagrali z reprezentacją Belgii. Zwyciężając 1:0 w tym meczu awansowali do finału imprezy, w którym zmierzyli się z Chorwacją. Finał zakończył się wygraną 4:2 dla Francuzów, tym samym zostali oni mistrzami świata.

## Sztab szkoleniowy
- Selekcjoner:  Didier Deschamps
- Asystent:  Guy Stéphan
- Trener bramkarzy:  Franck Raviot
- Trener przygotowania fizycznego:  Philippe Lambert
- Lekarz:  Franck Le Gall

## Udział w międzynarodowych turniejach
| Rok  | Igrzyska olimpijskie    | Mistrzostwa świata      | Mistrzostwa Europy      |
| ---- | ----------------------- | ----------------------- | ----------------------- |
| 1900 | II miejsce (Gospodarz)  |                         |                         |
| 1904 | Nie brała udziału       |                         |                         |
| 1908 | V miejsce               |                         |                         |
| 1912 | Nie brała udziału       |                         |                         |
| 1920 | Półfinał                |                         |                         |
| 1924 | Ćwierćfinał (Gospodarz) |                         |                         |
| 1928 | Pierwsza runda          |                         |                         |
| 1930 |                         | Faza grupowa            |                         |
| 1934 | Pierwsza runda          |                         |                         |
| 1936 | Nie brała udziału       |                         |                         |
| 1938 |                         | Ćwierćfinał (Gospodarz) |                         |
| 1948 | Ćwierćfinał             |                         |                         |
| 1950 |                         | Wycofała się            |                         |
| 1952 | Runda wstępna           |                         |                         |
| 1954 |                         | Faza grupowa            |                         |
| 1956 | Nie zakwalifikowała się |                         |                         |
| 1958 |                         | III miejsce             |                         |
| 1960 | Faza grupowa            |                         | IV miejsce (Gospodarz)  |
| 1962 |                         | Nie zakwalifikowała się |                         |
| 1964 | Nie zakwalifikowała się |                         | Nie zakwalifikowała się |
| 1966 |                         | Faza grupowa            |                         |
| 1968 | Ćwierćfinał             |                         | Nie zakwalifikowała się |
| 1970 |                         | Nie zakwalifikowała się |                         |
| 1972 | Nie zakwalifikowała się |                         | Nie zakwalifikowała się |
| 1974 |                         | Nie zakwalifikowała się |                         |
| 1976 | Ćwierćfinał             |                         | Nie zakwalifikowała się |
| 1978 |                         | Faza grupowa            |                         |
| 1980 | Nie zakwalifikowała się |                         | Nie zakwalifikowała się |
| 1982 |                         | IV miejsce              |                         |
| 1984 | Mistrzostwo             |                         | Mistrzostwo (Gospodarz) |
| 1986 |                         | III miejsce             |                         |
| 1988 | Nie zakwalifikowała się |                         | Nie zakwalifikowała się |
| 1990 |                         | Nie zakwalifikowała się |                         |
| 1992 | Nie zakwalifikowała się |                         | Faza grupowa            |
| 1994 |                         | Nie zakwalifikowała się |                         |
| 1996 | Ćwierćfinał             |                         | Półfinał                |
| 1998 |                         | Mistrzostwo (Gospodarz) |                         |
| 2000 | Nie zakwalifikowała się |                         | Mistrzostwo             |
| 2002 |                         | Faza grupowa            |                         |
| 2004 | Nie zakwalifikowała się |                         | Ćwierćfinał             |
| 2006 |                         | II miejsce              |                         |
| 2008 | Nie zakwalifikowała się |                         | Faza grupowa            |
| 2010 |                         | Faza grupowa            |                         |
| 2012 | Nie zakwalifikowała się |                         | Ćwierćfinał             |
| 2014 |                         | Ćwierćfinał             |                         |
| 2016 | Nie zakwalifikowała się |                         | II miejsce (Gospodarz)  |
| 2018 |                         | Mistrzostwo             |                         |
| 2020 | Faza grupowa            |                         | 1/8 finału              |
| 2022 |                         | II miejsce              |                         |
| 2024 | II miejsce (Gospodarz)  |                         | Półfinał                |

## Aktualna kadra
23 osobowa kadra na Mistrzostwa Europy w Piłce Nożnej 2020
| Nr         | Imię i nazwisko     | Data urodzenia       | Występy   | Gole      | Klub                |
| Bramkarze  | Bramkarze           | Bramkarze            | Bramkarze | Bramkarze | Bramkarze           |
| ---------- | ------------------- | -------------------- | --------- | --------- | ------------------- |
| 1          | Brice Samba         | 26 kwietnia 1995     | 1         | 0         | RC Lens             |
| 16         | Mike Maignan        | 3 lipca 1996         | 7         | 0         | AC Milan            |
| 23         | Alphonse Areola     | 27 lutego 1993       | 5         | 0         | West Ham United     |
| Obrońcy    |                     |                      |           |           |                     |
| 2          | Benjamin Pavard     | 28 marca 1996        | 48        | 3         | Bayern Monachium    |
| 3          | Axel Disasi         | 11 marca 1998        | 3         | 0         | AS Monaco           |
| 4          | Dayot Upamecano     | 27 października 1998 | 14        | 2         | Bayern Monachium    |
| 5          | Jules Koundé        | 12 listopada 1995    | 20        | 0         | FC Barcelona        |
| 13         | Ibrahima Konaté     | 25 maja 1999         | 9         | 0         | Liverpool           |
| 17         | Jean-Clair Todibo   | 30 grudnia 1999      | 0         | 0         | OGC Nice            |
| 22         | Theo Hernández      | 6 października 1997  | 15        | 2         | AC Milan            |
| Pomocnicy  |                     |                      |           |           |                     |
| 6          | Youssouf Fofana     | 10 stycznia 1999     | 9         | 0         | AS Monaco           |
| 8          | Aurélien Tchouaméni | 27 stycznia 2000     | 23        | 2         | Real Madryt         |
| 14         | Adrien Rabiot       | 3 kwietnia 1995      | 37        | 3         | Juventus            |
| 15         | Jordan Veretout     | 1 marca 1994         | 6         | 0         | Olympique Marsylia  |
| 18         | Khéphren Thuram     | 26 marca 2001        | 1         | 0         | OGC Nice            |
| 21         | Eduardo Camavinga   | 10 listopada 2002    | 8         | 1         | Real Madryt         |
| Napastnicy |                     |                      |           |           |                     |
| 7          | Antoine Griezmann   | 21 marca 1991        | 119       | 43        | Atlético Madryt     |
| 9          | Olivier Giroud      | 30 września 1986     | 122       | 52        | AC Milan            |
| 10         | Kylian Mbappé       | 20 grudnia 1998      | 68        | 38        | Real Madryt         |
| 11         | Marcus Thuram       | 6 sierpnia 1997      | 10        | 0         | Borussia M'gladbach |
| 12         | Randal Kolo Muani   | 5 grudnia 1998       | 7         | 1         | Eintracht Frankfurt |
| 19         | Moussa Diaby        | 7 lipca 1999         | 10        | 0         | Bayer Leverkusen    |
| 20         | Kingsley Coman      | 13 czerwca 1996      | 47        | 5         | Bayern Monachium    |

## Rekordziści
| Lp. | Zawodnik          | Lata gry w kadrze | Mecze | Bramki |
| --- | ----------------- | ----------------- | ----- | ------ |
| 1.  | Hugo Lloris       | 2008–2022         | 145   | 0      |
| 2.  | Lilian Thuram     | 1994–2008         | 142   | 2      |
| 3.  | Olivier Giroud    | 2011–             | 135   | 57     |
| 4.  | Antoine Griezmann | 2014–             | 131   | 44     |
| 5.  | Thierry Henry     | 1997–2010         | 123   | 51     |
| 6.  | Marcel Desailly   | 1993–2004         | 116   | 3      |
| 7.  | Zinédine Zidane   | 1994–2006         | 108   | 31     |
| 8.  | Patrick Vieira    | 1997–2010         | 107   | 6      |
| 9.  | Didier Deschamps  | 1989–2000         | 103   | 4      |
| 10. | Laurent Blanc     | 1989–2000         | 97    | 16     |
| 10. | Bixente Lizarazu  | 1992–2004         | 97    | 2      |
| 10. | Karim Benzema     | 2007–2022         | 97    | 37     |

| Lp. | Zawodnik          | Lata gry w kadrze | Bramki | Mecze | Średnia |
| --- | ----------------- | ----------------- | ------ | ----- | ------- |
| 1.  | Olivier Giroud    | 2011–             | 57     | 135   | 0.42    |
| 2.  | Thierry Henry     | 1997–2010         | 51     | 123   | 0.41    |
| 3.  | Kylian Mbappé     | 2017–             | 47     | 80    | 0.59    |
| 4.  | Antoine Griezmann | 2014–             | 44     | 131   | 0.34    |
| 5.  | Michel Platini    | 1976–1987         | 41     | 72    | 0.57    |
| 6.  | Karim Benzema     | 2017–2023         | 37     | 97    | 0.38    |
| 7.  | David Trezeguet   | 1998–2008         | 34     | 71    | 0.48    |
| 8.  | Zinédine Zidane   | 1994–2006         | 31     | 108   | 0.29    |
| 9.  | Just Fontaine     | 1953–1960         | 30     | 21    | 1.43    |
| 9.  | Jean-Pierre Papin | 1986–1995         | 30     | 54    | 0.56    |

## Trenerzy reprezentacji Francji od lat 80.
| Trener           | Data zatrudnienia    | Data rezygnacji      | Liczba meczów | Z  | R  | P  |
| ---------------- | -------------------- | -------------------- | ------------- | -- | -- | -- |
| Michel Hidalgo   | 27 marca 1976        | 27 czerwca 1984      | 75            | 41 | 16 | 18 |
| Henri Michel     | 13 października 1984 | 22 października 1988 | 36            | 16 | 12 | 8  |
| Michel Platini   | 19 listopada 1988    | 17 czerwca 1992      | 29            | 16 | 8  | 5  |
| Gérard Houllier  | 26 sierpnia 1992     | 17 listopada 1993    | 12            | 7  | 1  | 4  |
| Aimé Jacquet     | 17 grudnia 1993      | 12 lipca 1998        | 53            | 37 | 11 | 5  |
| Roger Lemerre    | 27 lipca 1998        | 11 czerwca 2002      | 53            | 35 | 10 | 8  |
| Jacques Santini  | 21 sierpnia 2002     | 25 czerwca 2004      | 28            | 22 | 4  | 2  |
| Raymond Domenech | 12 lipca 2004        | 22 czerwca 2010      | 79            | 41 | 24 | 14 |
| Laurent Blanc    | 2 lipca 2010         | 27 czerwca 2012      | 27            | 16 | 7  | 4  |
| Didier Deschamps | 27 czerwca 2012      |                      | 102           | 67 | 18 | 17 |